# Zły sen
Zły sen – amerykański film dramatyczny z 1999 roku. Był kręcony w Phoenix.

## Fabuła
Dwunastoletnia Robin Garr wyjeżdża na letni obóz, gdzie poznaje nieśmiałą Amelię. Pewnego wieczoru obie dziewczynki idą nad jezioro. Robin namawia przyjaciółkę na wieczorną kąpiel w jeziorze. Dochodzi do tragicznego zdarzenia - Amelia tonie. Robin czuje się odpowiedzialna za śmierć koleżanki i po powrocie do domu popada w apatię. Zaprzyjaźnia się z sąsiadką o imieniu Dorothy. Jednak kobieta bardzo szybko staje się wobec dziewczynki nadmiernie opiekuńcza. Śledzi ją i umieszcza w jej pokoju podsłuch. Dziewczynka zaczyna mieć dosyć nadopiekuńczości sąsiadki, stara się unikać kobiety, którą niedawno tak lubiła. Tymczasem rodzice nastolatki, nie zdając sobie sprawy z zagrożenia, proszą, by Dorothy pod ich nieobecność zajęła się Robin.

## Obsada
- Evan Rachel Wood jako Robin Garr
- Tom Amandes jako Marcus Garr
- Meredith Baxter jako Leah Garr
- Diana Scarwid jako Dorothy McIntyre
- Warner McKay jako Linus
- Katie Booze-Mooney jako Amelia McIntyre
- Summer Patterson jako Brina
- Kory Thompson jako Calvin
- Nicholas Glaeser jako detektyw Larkin
- Rahla Kahn jako Sophie
- Julius Wright jako przedstawiciel agencji sprzedaży biletów
- Robert Guajardo jako kelner
- Hodgie Jo jako nauczyciel tańca
- Nancy Criss jako pomagająca w kuchni